# Томмазо Сальвадорі
Граф Аделардо Томмазо Сальвадорі Палеотті (італ. Adelardo Tommaso Salvadori Paleotti; 1835–1923) — італійський зоолог та орнітолог.

## Біографія
Сальвадорі народився в Порто-Сан-Джорджо, син графа Луїджі Сальвадорі та англійки Етель Велбі. Вивчав медицину в університеті Пізи. Брав участь у військовій експедиції Джузеппе Гарібальді на Сицилію, де виконував обов'язки лікаря.
З 1863 року був помічником в музеї зоології, а з 1879 — заступником директора Королівського музею природознавства в Турині.
Сальвадорі був фахівцем з птахів Азії. Він вивчав орнітологічні колекції музеїв Женеви, Лондона, Парижа, Берліна, Лейдена. Опублікував понад 300 праць з орнітології.

## Вшанування
На честь Сальвадорі названі:
- вид варанів Varanus salvadorii
- вид папуг Psittaculirostris salvadorii
- вид горобцеподібних птахів Eremomela salvadorii
- вид горобцеподібних птахів Cryptospiza salvadorii
- рід качок Salvadorina